# مارك ويب (لاعب كرة قدم أسترالية)
مارك ويب (بالإنجليزية: Marc Webb)‏ هو لاعب كرة قدم أسترالية أسترالي، ولد في 23 فبراير 1979.